# Hocus Pocus (gra komputerowa)
Hocus Pocus – gra platformowa opracowana przez Moonlite Software i wydana przez Apogee Software dla MS-DOS w 1994 roku. Mimo iż gra była wydana w tym samym czasie, co film o tej samej nazwie, to gra nie ma nic wspólnego z filmem.

## Fabuła
Przywódca Rady starszych czarodziejów, Terexin zleca Hocusowi, młodemu czarodziejowi, udowodnienie swojej magicznej mocy, aby stał się godnym członkiem rady. Obiecuje Hocusowi, że jeśli uda mu się zostać członkiem, on będzie mógł poślubić ukochaną Popopę, jego córkę.

## Gra
W grze gracz steruje Hocusem, młodym czarodziejem. Gra zawiera 36 poziomów podzielonych na 4 epizody. Są one wypełnione ponad 30 rodzajami wrogów. Zadaniem gracza jest zebranie wszystkich kryształów na danym poziomie, aby przejść do następnego. Za każde zebranie wszystkich skarbów na danym poziomie gracz dostaje 25000 punktów premii (w łatwym poziomie trudności), 50000 (w średnim), 75000 (w trudnym). Taką premię może także dostać przechodząc cały poziom w określonym czasie.